# Richard Rich
Richard Rich  es un director, productor y guionista estadounidense
Inició su carrera en Walt Disney Animation Studios en 1972 como asistente de animación en largometrajes como Las aventuras de Winnie Pooh y Bernardo y Bianca en 1977. En 1981 dio un paso muy importante para su carrera, siendo co-director de la película El zorro y el sabueso' y cuatro años más tarde, en 1985, también dirigiría El caldero mágico que debido a sus tétricas y escabrosas escenas que traumaron a toda una generación de niños y niñas, fue un fracaso total en taquilla, dando pase a una enorme crisis en la empresa que casi la deja en bancarrota. Debido a esto, fue despedido de la empresa. Al igual que su colega Don Bluth, decidió superar ese obstáculo que le puso la vida, codearse con varias empresas, y fundar Nest Family Entretainment. Su primer largometraje en la empresa fue uno que tenía planeado desde hacía años, pero Disney lo rechazó porque otra empresa de animación ya lo había hecho. Se trataba de una adaptación animada en 2D del ballet El lago de los cisnes que dirigió y produjo junto a Terry L. Noss; con una producción que tardó de 4 a 5 años aproximadamente, en el año 1994 se estrenó en los cines La princesa cisne que, a diferencia del ballet original, se profundiza más en el pasado de los protagonistas, además que el padre de Odette aún no muere. Esta historia termina con Odette casándose con el príncipe, cuyo nombre se le cambió a Derek para hacerlo más comercial. Este filme se convirtió en el emblema de Nest, con una recaudación de $9,771,658 y unas nueve secuelas en total, pero eso no fue todo. Previamente había hecho mediometrajes para venta doméstica, entre los que figuran tanto una serie de historias bíblicas  (Historias de la Biblia) como otra serie de personajes inspiradores  (Protagonistas de la historia).